# اینگوی مالمستین
اینگوی یوهان مالمستین (به سوئدی: Yngwie Johann Malmsteen) (نام اصلی: لارس یوهان اینگو لنریک) سومین گیتاریست سریع جهان و خالق سبک نئو-کلاسیکال متال است. او یک آهنگساز، موسیقی‌دان و یک نوازنده است که بر چندین ساز تسلط دارد. سایت نویزکریپ مالمستین را نفر اول ده نوازندهٔ برترِ گیتار در تاریخ معرفی کرده‌است.

## زندگی
در ۳۰ ژوئن ۱۹۶۳ در حومهٔ شهر استکهلم سوئد به دنیا آمد. او کوچک‌ترین فرزند خانواده (شامل مادرش ریگمور، خواهرش آن لوئیز و برادرش بیورن) بود. او در ابتدا علاقه‌ای به گیتار نداشت ولی پس از دیدن اجرای جیمی هندریکس در ۱۸ سپتامبر ۱۹۷۰، به گیتار علاقه‌مند شد و روز مرگ جیمی هندریکس، همان‌طور که خودش گفته‌است: «اینگوی گیتاریست به دنیا آمد».
او نوازندگی را با کار بر روی قطعات موسیقی گروه‌هایی مانند دیپ پرپل شروع کرد. علاقهٔ او به تأثیر موسیقی کلاسیک بر کارهای ریچی بلکمور، او را به کارهای کلاسیک باخ، ویوالدی، بتهوون و موتسارت راهنمایی کرد. با شروع از ۱۰ سالگی او تمام انرژی خودش را صرف موسیقی کرد. در ۱۵ سالگی او نوازندگی در چند گروه موسیقی را شروع کرد. این گروه‌ها اکثراً به قدرت نوازندگی او متکی بودند. در ۱۸ سالگی او و چند تن از دوستانش یک نمونه مجموعه آهنگ نمایشی برای کمپانی CBS سوئد ضبط کردند که این قطعات هرگز پخش نشدند.
در سال ۱۹۸۲ مایک وارنی در کمپانی شارپنل رکوردز که این کاست را شنیده بود، اینگوی را دعوت کرد تا با گروه موسیقی استیلر بر روی آلبومی به همین نام همکاری کند. مالمستین پس از این کار به گروه آلکاتراز پیوست و در سال ۱۹۸۳ آلبوم No Parole From Rock N' Roll را با این گروه ضبط کرد. پس از آن اینگوی اولین آلبوم سولوی خودش را منتشر کرد که اکنون انجیل نئو کلاسیک راک نامیده می‌شود. این آلبوم همچنین نامزد جایزهٔ گرمی برای بهترین اجرای اینسترومنتال راک شد. این آلبوم توجه منتقدان و مخاطبان زیادی را به خود جلب کرد و پایه‌گذار سبک جدیدی به نام نئوکلاسیک راک بود.
در سال ۱۹۹۷ مالمستین ثابت کرد که فراتر از یک پدیده در موسیقی راک است. مالمستین پس از ماه‌ها تمرین، اولین اثر کاملاً کلاسیک خودش را با نام Concerto Suite for Electric Guitar and Orchestra in Eb minor, Op. ۱ منتشر کرد. این آلبوم در پراگ به همراه ارکستر فلارمونیک چک و با رهبری Yoel Levi ضبط شد.
در سال ۲۰۰۱ مالمستین توانست مجموعه قطعات خودش را با ارکستر فیلاهارمونیک جدید ژاپن در توکیو اجرا کند؛ که دی‌وی‌دی این اجرا نیز در سال ۲۰۰۲ منتشر شد.
در سال ۲۰۰۳ مالمستین به همراه استیو وای و جو ستریانی در تور مشهور «جی۳» شرکت کرد.

## اعضای فعلی
- اینگوی مالمستین - گیتار
- تیم ریپر اونز - خواننده
- مایکل تروی - کیبورد الکتریک
- بیورن انگلن - گیتار باس
- پاتریک جانسون - درامز

## آلبوم‌ها

### گروه استیلر
- ۱۹۸۳-Steeler

### گروه آلکاتراز
- ۱۹۸۴-No Parole From Rock N' Roll
- ۱۹۸۴-Live Sentence

### آلبوم‌های شخصی
- ۱۹۸۴- Rising Force
- ۱۹۸۵- Marching Out
- ۱۹۸۶- Trilogy
- ۱۹۸۸- Odyssey
- ۱۹۸۹- Trial By Fire: Live in Leningrad
- ۱۹۹۰- Eclipse
- ۱۹۹۱- The Yngwie Malmsteen Collection
- ۱۹۹۲- Fire And Ice
- ۱۹۹۴- The Seventh Sign
- ۱۹۹۴- I Cant Wait
- ۱۹۹۴- Instrumental Best
- ۱۹۹۵- Magnum Opus
- ۱۹۹۶- Inspiration
- ۱۹۹۷- Facing The Animal
- ۱۹۹۸- LIVE!
- ۱۹۹۸- Trial By Fire (Live In Leningrad)
- ۱۹۹۸- Concerto Suite For Electric Guitar And Orchestra In Em, Opus 1
- ۱۹۹۹- Alchemy
- ۲۰۰۰- War To End All Wars
- ۲۰۰۰- Best Of Yngwie Malmsteen 1990-1999
- ۲۰۰۰- Anthology 1994-1999
- ۲۰۰۲- Concerto Suite LIVE
- ۲۰۰۲- The Genesis
- ۲۰۰۲- Attack!!
- ۲۰۰۴- G3: Rockin' In The Free World
- ۲۰۰۴- Ultimate Rarities 2004
- ۲۰۰۵- Unleash The Fury
- ۲۰۰۸- Perpetual Flame
- ۲۰۰۹- Angel Of Love
- ۲۰۰۹- High Impact
- ۲۰۱۰- Relentless
- ۲۰۱۲- Spellbound